# Tarzan II
Tarzan II is een Amerikaanse direct-naar-video-animatiefilm uit 2005. De film is een spin-off van de Disneyfilm Tarzan en speelt zich af tijdens die film in de tijd dat Tarzan nog een kind was.

## Verhaal
Tarzan heeft het moeilijk om als mens op te groeien bij een groep gorilla's. Hij is een stuk minder snel dan de andere jonge apen in zijn familie, en elke poging om zichzelf te bewijzen resulteert in chaos. Ook is hij bang dat hij op een dag het slachtoffer zal worden van de Zugor, een legendarisch monster. Na een ongeluk waarbij iedereen denkt dat Tarzan is omgekomen, besluit hij de groep te verlaten en weg te lopen.
Hij belandt in een rotsachtig gebied genaamd Dark Mountain, waar twee sterke verwende gorillabroers wonen: de domme Uto en de gewelddadige Kago. Ze blijken echter net zo bang te zijn voor de Zugor als Tarzan, en wanneer de schreeuw van het monster opeens klinkt kan Tarzan van de paniek gebruikmaken om aan de twee te ontkomen.
Al snel ontmoet Tarzan een oudere gorilla, die niets moet hebben van hem. Deze gorilla blijkt de legendarische Zugor te zijn. Hij gebruikt een holle boomstam als megafoon om zijn stem te versterken en zich zo voor te doen als een monster. Dit omdat hij niet sterk genoeg meer is om te vechten, en zo indringers weghoud bij zijn territorium en voedsel. Tarzan gebruikt deze ontdekking om Zugor ertoe te dwingen dat hij Tarzan laat blijven. Zugor stemt met tegenzin toe, maar begint al snel om Tarzan te geven. Hij helpt Tarzan ook in te zien dat hij zijn eigen vaardigheden bezit die geen enkel ander wezen in de jungle heeft.
Dan duiken onverwacht Tarzans vrienden Terk en Tantor weer op, die als enigen weigerden te geloven dat Tarzan dood was. Tarzan wil niet met hen terugkeren naar de groep, totdat zijn adoptiemoeder Kala arriveert en aangevallen wordt door Uto en Kago. Samen met Terk en Tantor red Tarzan haar, en samen keren ze terug naar de groep.

## Rolverdeling
| Acteur          | Personage  |
| --------------- | ---------- |
| Harrison Chad   | Tarzan     |
| Glenn Close     | Kala       |
| Brenda Grate    | Terk       |
| Harrison Fahn   | Tantor     |
| Lance Henriksen | Kerchak    |
| George Carlin   | Zugor      |
| Estelle Harris  | Mama Gunda |
| Brad Garrett    | Uto        |
| Ron Perlman     | Kago       |

## Nederlandse stemmen
| Acteur             | Personage  |
| ------------------ | ---------- |
| Kas Westerbeek     | Tarzan     |
| Tanneke Hartzuiker | Kala       |
| Merel Burmeister   | Tuk (Terk) |
| Menno Ulenberg     | Tantor     |
| Peter Bolhuis      | Kerchak    |
| Victor van Swaay   | Zugor      |
| Marjolein Algera   | Mama Gunda |
| Paul Klooté        | Uto        |
| Pim Koopman        | Kago       |

## Prijzen en nominaties
Tarzan II werd in 2006 genomineerd voor drie prijzen, waarvan hij er één won:
- Annie Award voor Best Home Entertainment Production
- DVDX Award voor beste originele muziek – gewonnen
- Young Artist Award voor Best Performance in a Voice-Over Role - Young Actress (Brenda Grate)